# LOFAR
LOFARは、LOw Frequency ARrayを意味する電波望遠鏡である。LOFARはオランダの天文学研究組織ASTRONによって建設がおこなわれており、ASTRON電波天文台によって運営される予定である。LOFARは多数の電波望遠鏡をひとつの巨大な電波望遠鏡として用いる電波干渉計であり、オランダの他に少なくとも5台の電波望遠鏡がドイツに、少なくとも1台の電波望遠鏡がイギリス、フランス、スウェーデンに設置される予定である。また、ポーランドやウクライナにも電波望遠鏡を設置し、総集光面積を1平方キロメートルにする構想も練られている、LOFARによって得られたデータの処理はフローニンゲン大学に設置されたスーパーコンピュータ ブルージーンPによって行われる。

## 技術的情報

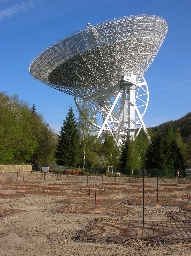
96台のダイポールアンテナからなる直径60mのLOFARステーション(手前)とエフェルスベルク100m電波望遠鏡(奥)。双方とも、ドイツ・ボンにあるマックスプランク電波天文学研究所が運用する。

LOFARは250MHzよりも低周波な電波を用いた観測天文学において、既存のものを大幅に上回る感度を有する電波望遠鏡として計画された。天体観測に使われる電波干渉計は、パラボラアンテナやダイポールアンテナなどを並べたものである。LOFARは既存の電波望遠鏡の多くの特徴を併せ持っている。特に、全方向ダイポールアンテナを1950年代に発展した開口合成の手法を用いてひとつの電波望遠鏡として機能させる。LOFARの設計は可動部がなく、安価に製作できるアンテナを用いている。観測する方向は電気的にアンテナ間で位相をずらすことによって行う。LOFARは一度に複数の方向を観測することができ、このため複数の観測者が一度にこの望遠鏡を使って観測することができる。
LOFARの各アンテナで得られた電気信号はデジタル化され、中央データ処理装置に送られたのちにソフトウェア上で合成され、電波写真が作成される。LOFARの建設コストの大半は電気回路のコストが占めるため、ムーアの法則にのっとれば次第に低価格になってきており、このために大規模な電波望遠鏡を建造することができるようになった。アンテナは単純な構造ではあるが、全部で1万台が必要になる。良質な電波写真を作製するために、LOFARのアンテナは直径1000キロメートルを超える範囲に展開される。LOFARの第一段階では、オランダ国内の36か所（ステーション）に6000台のアンテナが設置され、最大基線長は100キロメートルである。最初の試作機は2006年から試験運用が行われている。20のステーションが建設中であり、さらに16のステーションの建設が2010年に開始される。ドイツでは5つのステーション(ボン(エフェルスベルク)、Garching/Unterweilenbach、ポツダム、Tautenburg、Ju"lich)を建造するための予算が配分されている。エフェルスベルク電波望遠鏡の近くにあるステーションは2007年11月から運用が行われている。UnterweilenbachとTautenburgのステーションは建設中である。オランダとドイツのステーションを結んでの実験は2008年から行われている。イギリス、フランス、スウェーデンではそれぞれひとつのステーションを建造する予算が配分されている。データ転送には1ステーションあたり秒間数ギガビットが必要で、全体のデータ処理には数十テラフロップスの速度が必要である。

## 感度
LOFARの目的は、10 - 240MHzの周波数帯において、既存のケンブリッジカタログ、超大型干渉電波望遠鏡群や巨大メートル波電波望遠鏡を用いた観測に比べて高い空間分解能と感度で宇宙を観測することである。LOFARは、さらに次の世代の電波望遠鏡であるスクエア・キロメートル・アレイが完成するまで、この周波数帯では最も感度の高い電波望遠鏡になる。

## 科学研究

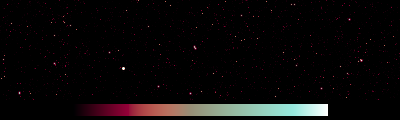
低周波の電波で見ると、空には小さな明るい天体が目立つ。図は、銀経140° to 180°、銀緯-5° to 5°の銀河面。高感度観測によってLOFARはこの明るい天体の間にあると思われる暗い構造を描き出す。

LOFARで得られる高い感度と空間分解能により、これまで不可能だった新たな天文学観測や地球観測が可能になる。
以下の表では、LOFARで観測ができる天体の赤方偏移を{\displaystyle z}であらわす。
- 非常に遠方の宇宙({\displaystyle 6<z<10})：LOFARは中性水素分子の再電離の証拠を探す。この相転移が起きたころに最初の星や銀河が形成されたと考えられており、宇宙の暗黒時代の終わりとされる。宇宙再電離が起きた時代を考えると、その大きな赤方偏移によって中性水素分子が発する周波数1420.40575 MHzの電波がLOFARで観測可能な周波数帯に入ってくる。(観測される周波数は、1/(z+1)倍になる。)
- 遠方の宇宙({\displaystyle 1.5<z<7})：LOFARは最遠方の大質量銀河を検出し、銀河や銀河団、活動銀河核が形成される様子とそれらの間に充満する銀河間ガスを観測することができる。
- より近傍の宇宙：LOFARはわれわれの銀河系内や近傍系外銀河内の磁場構造を描き出し、宇宙線加速についての謎に迫ることができる。
- 高エネルギー領域の天体現象：LOFARは超高エネルギー宇宙線が地球大気に飛び込む際に発生する電磁波を捉える事が出来る。この目的に特化したアンテナLOPESが2003年から運用されている。
- 我々の住む銀河系内：LOFARはパルサーや短時間の強度変動天体から発せられる低周波の電波を検出することができる。たとえば、恒星の合体やブラックホールへの質量降着、木星型の太陽系外惑星からの放射も捉えられるかもしれない。
- 太陽系内：LOFARは太陽のコロナ質量放出を検出し、広範囲にわたる太陽風の分布図を作ることができるだろう。これは宇宙天気予報に有用な情報であり、大きな被害を生むこともある磁気嵐の予測に役立つだろう。
- 地球：LOFARは地球大気、特に電離層を継続的に観測することができ、遠方のガンマ線バーストによって起きる大気の電離や、超高エネルギー宇宙線粒子によって起きる電波フラッシュも観測することができるだろう。
- 低周波の電波を継続的に観測するというLOFARの特徴はこれまでの観測装置にないものであるため、予想外の発見も期待される。歴史的にも、新しい観測装置の登場によって新しい観測周波数帯が開拓され、あるいは大幅な感度の向上が実現された結果、それまで予想されていなかった新しい天体現象の発見と研究をもたらしてきた。

### キープロジェクト

#### 宇宙の再電離
LOFARの最も重要な観測テーマのひとつは、宇宙再電離時の中性水素原子から発せられる波長21cmの輝線を検出することである。宇宙に満ちていた電子と陽子が結合し中性になった宇宙の晴れ上がりのあとの暗黒時代は、赤方偏移(z)=20程度の時期であったと考えられていた。WMAPの観測により、この時期は考えられていたよりも幅があり、zが15から20のころに始まりz=6のころに終わったと考えられるようになった。LOFARを用いれば、z=11.4(115 MHz)からz=6 (200 MHz) の範囲の赤方偏移になる中性水素原子を観測することができる。

#### 系外銀河の高感度観測
広視野掃天観測もLOFARの重要なテーマである。LOFARの装置的特徴はこのテーマに向いており、そもそも当初からキープログラムの一つであった掃天観測が可能になるようにLOFARの装置性能が検討されてきた。LOFARによる高感度で複数周波数の掃天観測がおこなわれることで、ブラックホールや銀河、銀河団の形成などの天体物理学上の重要なテーマに迫るために欠かせない天体カタログを作成することができる。また、LOFARによりまったく新しい天体現象も発見されるだろう。

#### 短時間変動天体とパルサー
低周波数観測、多指向型アンテナ、高速データ転送及び高速コンピューティングを組み合わせることで、LOFARは電波で空を見張る新たな時代を切り開くだろう。LOFARは一晩で、設置場所であるオランダから見ることのできる天域全体(全天の約6割)について、高感度の電波宇宙地図を作ることができる。短時間で電波強度が変動する天体は、過去に行われた非常に限られた天域での観測によってその存在が明らかになったが、LOFARでは同種の天体が多数発見されるだろう。また位置決定精度もよいので、他の波長の観測、例えばガンマ線、可視光、X線などの観測結果と自動的に比較をすることができる。そのような天体は、爆発する星やブラックホールであるかもしれないし、あるいは太陽のような星のフレア、太陽系外惑星のバースト、さらにはSETI信号である可能性もある。またパルサーを対象とした高感度モニタリングも行われ、遠方銀河内の回転する中性子星からの大規模バーストも観測することができるだろう。

#### 超高エネルギー宇宙線
LOFARは、粒子を用いた天体物理学の分野において、超高エネルギー宇宙線({\displaystyle 10^{15}-10^{20.5}}エレクトロンボルト)の起源を探るというテーマに強みを発揮する。宇宙線粒子の加速については、その場所もメカニズムも不明のままである。加速現場の可能性として、電波銀河が放出するジェットに付随する衝撃波や銀河形成時に作られる衝撃波、極超新星、ガンマ線バースト、初期宇宙の相転移等が挙げられている。LOFARが観測できるのは超高エネルギー宇宙線粒子そのものではなく、粒子が地球大気と衝突して大気シャワーが発生する際に放射される電波パルスである。

#### 宇宙の磁場
LOFARは、これまであまり観測されていない低エネルギーのシンクロトロン放射を観測することができる。この放射は弱い磁場の中を運動する(宇宙線の)電子によって発せられる。銀河の中や銀河の間の物質はほとんどすべて磁化されているにもかかわらず、宇宙の磁場の起源と進化についてはほとんどわかっていない。LOFARは弱い磁場を初めて検出することによって、この分野の研究を大きく進める可能性がある。またLOFARは低周波の電波の偏光面が回転するファラデー効果も観測することができると期待されており、これは弱い磁場を研究するもう一つのツールとなる。

#### 太陽物理と宇宙天気
太陽は強力な電波源である。太陽が放出する電波には、100万Kの太陽コロナから発せられる熱放射と、太陽フレアやコロナ質量放出(CME)など太陽表面の活動に起因するものとがある。LOFARで観測できるのは、このうち上層および中層のコロナから放出されるものである。またLOFARは、惑星間空間に向けて発せられるCMEを研究において、現時点で最も優れた性能を有している。CMEが地球を直撃するのかどうかをLOFARによって確かめることができ、宇宙天気の研究にも極めて有用である。
LOFARによる太陽の観測には、宇宙天気の根源ともいえる太陽活動の周期的モニタリング観測も含まれる。LOFARはデータ処理も迅速に行われるため、太陽表面の爆発のような短時間の現象であっても、これを他の観測装置で追観測するための情報を的確に発信することができる。太陽フレアは非熱的放射を生じるだけでなく、X線を発生して周囲のプラズマを熱する効果もある。このため、LOFARと他の観測装置、例えばRHESSIやひので、ソーラー・ダイナミクス・オブザーバトリー等を組み合わせることで、基本的な天体物理過程の研究を包括的に行うことができる。

## 計画の推移
1990年代初頭、オランダの電波天文学研究機関ASTRONによって開口合成技術を用いた電波天文学計画の研究が盛んに行われた。同時に、ASTRONとオランダの大学に属する研究者の興味が、低周波電波望遠鏡での科学という点で一致した。実現可能性の研究と国際協力の模索が1999年までに行われ、2000年にASTRONとオランダの複数の大学によってオランダLOFAR運営委員会が設立された。
2003年11月、オランダ政府はLOFARに対して5200万ユーロの予算を計上した。このとき、LOFARは天文学だけでなく地球物理学、計算機科学、さらに農業までをも対象とする他分野センサーとして位置づけられた。
2003年12月には、LOFARの初期試験ステーション (Initial Test Station: ITS) の運用が開始された。これはLOFARの開発にとって重要な出来事であった。 ITSシステムは上下逆さにしたV字型のダイポールアンテナ60台からなっている。それぞれのアンテナでとらえられた信号は低雑音アンプによって増幅され、110メートルの同軸ケーブルを通って受信機ユニット送られる。

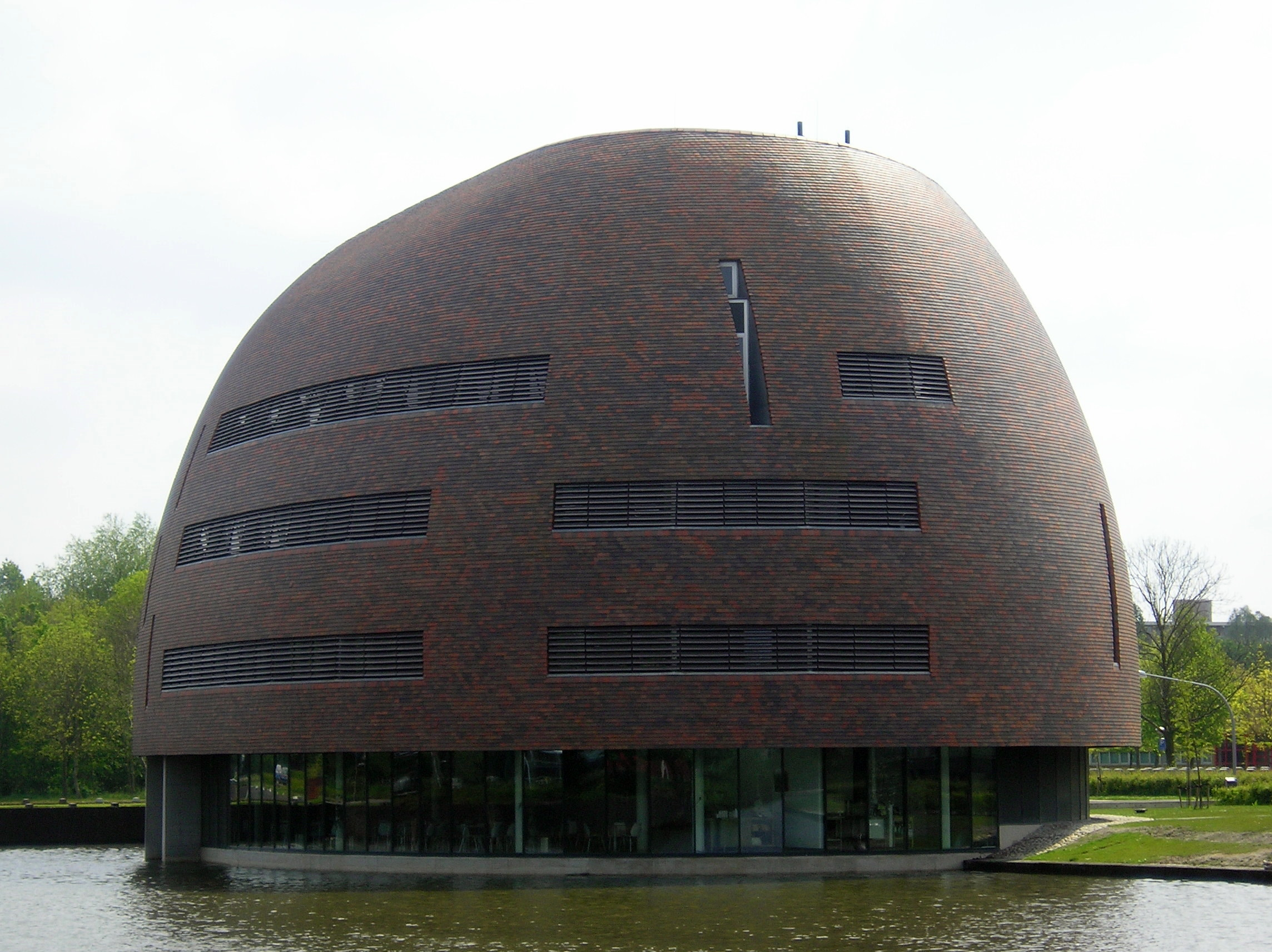
フローニンゲン大学計算センターのある'Zernikeborg'ビル, which houses the University of Groningen's computing center

2005年4月26日、LOFARのデータ処理のためにIBMのスーパーコンピューターBlue Gene/Lがフローニンゲン大学数学センターに導入された。当時、このスーパーコンピューターはバルセロナのMareNostrumに次いでヨーロッパ第2位の計算速度を持っていた。
2006年の8月から9月にかけて、LOFARの最初のステーション(Core Station 1, 略称 CS1 北緯52度54分32秒 東経6度52分8秒 / 北緯52.90889度 東経6.86889度)が試験機材によって構築された。ダイポールアンテナ96台が、アンテナ48台の中央クラスターと16台のクラスターの計4つに分けられている。それぞれのクラスターの大きさは100メートルであり、4つのクラスターは直径約500m内に配置されている。
2007年11月、オランダ国外の最初のLOFAR国際ステーション (Germany 1あるいはDE601)が、ドイツのエフェルスベルク100m電波望遠鏡の隣に設置され運用が始まった。また、LOFAR中心部の外縁に位置する初の本格ステーションCS302が2009年5月に完成し、2009年の終わりまでにオランダ国内に23のステーションが完成する予定である。.

## 参考
1. ↑  LOFAR Science Case: Ultra High Energy Cosmic Rays
2. ↑  Galactic magnetic fields
3. ↑  TOP500 List - June 2005
4. ↑  Wise, M: LOFAR Technical Status: Introduction and Timelines, May 2009

- LOFAR as a Probe of the Sources of Cosmological Reionisation. (preprint: astro-ph/0412080)
- LOFAR, a new low frequency radio telescope. (preprint: astro-ph/0309537)
- LOFAR: A new radio telescope for low frequency radio observations: Science and project status. (preprint: astro-ph/0307240)
- LOFAR in Germany. (reprint from Advances in Radio Science: )
- Das Square Kilometre Array (in German). (reprint from Sterne und Weltraum 9/2006: )

座標: 北緯52度54分31.55秒 東経6度52分08.18秒 / 北緯52.9087639度 東経6.8689389度